# Brachiulus pusillus
Brachiulus pusillus är en mångfotingart som först beskrevs av Leach 1815.  Brachiulus pusillus ingår i släktet Brachiulus och familjen kejsardubbelfotingar. Inga underarter finns listade i Catalogue of Life.